# 립 더 와일드 윈드
립 더 와일드 윈드(Reap The Wild Wind)는 미국에서 제작된 세실 B. 데밀 감독의 1942년 액션, 모험, 드라마 영화이다. 레이 밀렌드 등이 주연으로 출연하였고 세실 B. 드밀 등이 제작에 참여하였다.

## 출연

### 주연
- 레이 밀렌드
- 존 웨인

### 조연
- 파울레트 고다드
- 레이몬드 머시
- 로버트 프레스턴
- 린 오버맨
- 수잔 헤이워드
- 찰스 빅포드
- 월터 햄프던
- 루이스 베버스
- 마샤 오드리스콜
- 엘리자베스 리스던
- 헤다 호퍼
- 빅터 킬리안
- 오스카 폴크
- 자넷 비처
- 위 윌리 데이비스
- 레인 챈들러
- 데이비슨 클락
- 루이스 메릴
- 프랭크 M. 토머스
- 키스 리처즈
- 빅터 바르코니
- J. 파렐 맥도널드
- 해리 우즈
- 레이몬드 해튼
- 밀번 스톤
- 데이브 웬그렌
- 토니 페이턴
- 바바라 브리튼
- 줄리아 페이

## 제작진
- 협력프로듀서: 윌리엄 H. 파인
- 음향: 파시어트 에더아트
- 미술: 롤랜드 앤더슨
- 미술: 한스 드레이어
- 특수효과: 파시어트 에더아트
- 의상: 나탈리 비사르